# Suore di Nostra Signora
Le Suore di Nostra Signora sono un istituto religioso femminile di diritto pontificio: i membri di questa congregazione pospongono al loro nome la sigla S.N.D.

## Storia
Nel 1849 due maestre di Coesfeld, in Vestfalia, Hilligonde Wolbring (1829-1889) e Lisette Kühling (1822-1869), accolsero nella loro abitazione un gruppo di nove bambine abbandonate e se ne assunsero la cura; il parroco del paese, Theodor Elting (1819-1862), con il consenso del vescovo di Münster Johann Georg Müller, fece arrivare da Amersfoort tre suore della congregazione di Nostra Signora per iniziare le due donne alla vita religiosa.
Il 1º ottobre 1850 la Wolbring e la Kühling emisero i voti e assunsero i nomi di suor Maria Aloisia e suor Maria Ignazia, dando formalmente inizio alla congregazione che venne riconosciuta con decreto di erezione diocesana dell'8 giugno 1855. Per l'organizzazione e la spiritualità dell'istituto le fondatrici si rifecero alle costituzioni delle Suore di Nostra Signora di Namur e al carisma di Giulia Billiart.
Le suore crebbero presto di numero e aprirono scuole in numerosi centri della Germania: a causa del Kulturkampf, nel 1874 vennero chiuse tutte le scuole della congregazione e le religiose furono costrette a lasciare il paese; molte si trasferirono negli Stati Uniti, dove assunsero la direzione delle scuole parrocchiali nelle diocesi di più recente istituzione. Le Suore di Nostra Signora poterono riprendere possesso della casa madre di Coesfeld solo nel 1888.
L'istituto e le sue costituzioni sono state approvate dalla Santa Sede il 16 luglio 1900.

## Attività e diffusione
Le Suore di Nostra Signora si dedicano prevalentemente all'istruzione ed educazione cristiana della gioventù, ma anche all'animazione parrocchiale, all'assistenza ai malati e agli anziani e ad altre opere di assistenza sociale
Sono presenti in Africa (Kenya, Mozambico, Tanzania, Uganda), in America (Brasile, Nicaragua, Stati Uniti d'America), in Asia (Corea del Sud, Filippine, India, Indonesia), in Europa (Germania, Italia, Paesi Bassi, Regno Unito) e in Papua Nuova Guinea: la sede generalizia è a Roma.
Al 31 dicembre 2005 l'istituto contava 2.377 religiose in 291 case.